# Gabriel Žižka

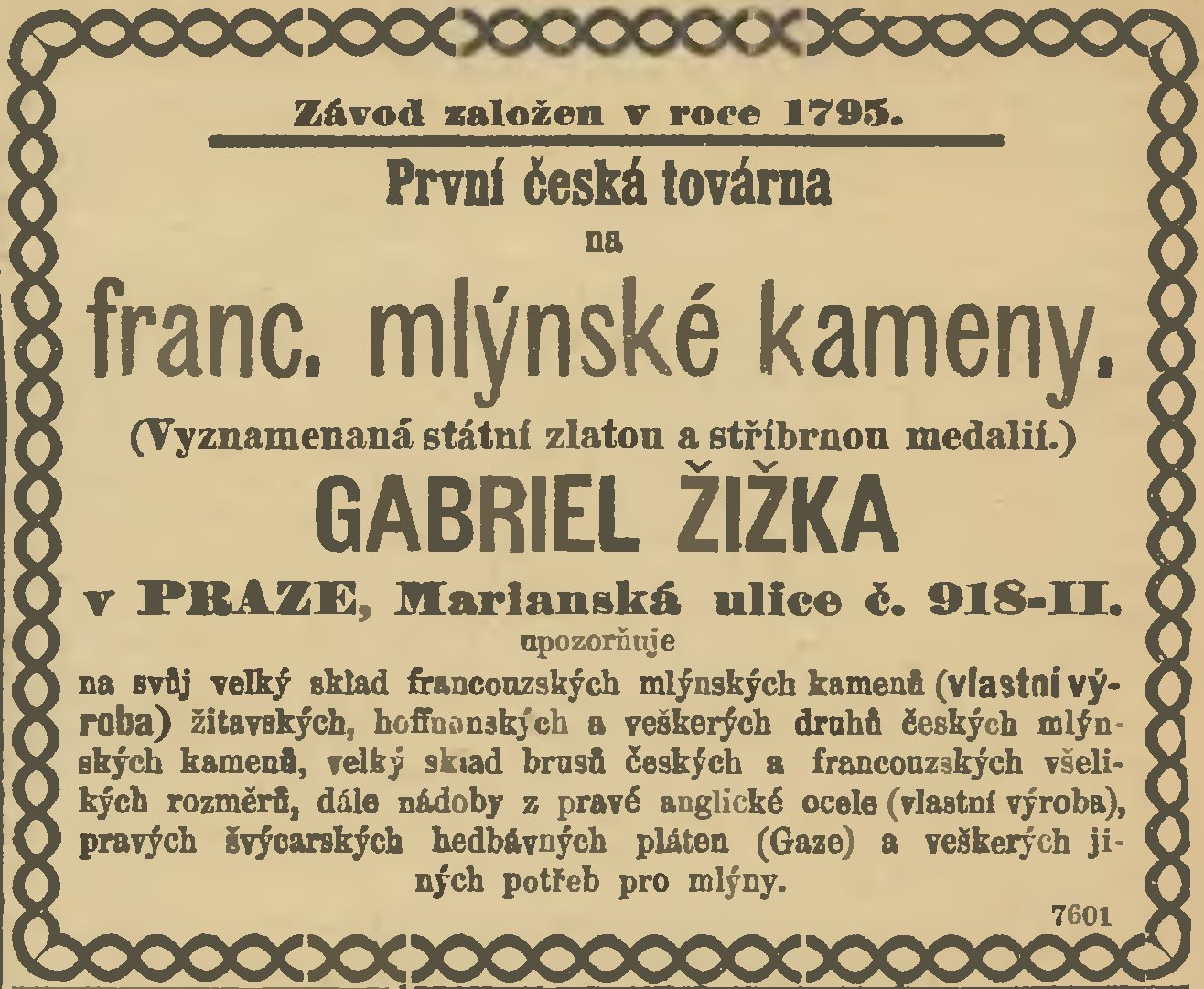
Inzerát v Národních listech r. 1883

Gabriel Žižka (24. března 1833 Praha — 29. ledna 1889 tamtéž) byl český podnikatel, majitel továrny na mlýnské kameny. Aktivně se účastnil veřejného života a činnosti vlasteneckých spolků — Sokola, společnosti pro stavbu Národního divadla, Měšťanské, Umělecké a Řemeslnické besedy. Podporoval politické vězně, finančním příspěvkem pomohl udržet sokolskou tělocvičnu (1865), věnoval základní kámen Národního divadla (1868). Od roku 1867 zasedal v pražském zastupitelstvu a v letech 1869-74 a 1882-88 i v městské radě. V prosinci 1887 byl zvolen starostou Sokola. Současníci jej oceňovali pro obětavou vlasteneckou činnost.

## Život
Narodil se 24. března 1833 v zámožné pražské rodině. V šestnácti letech vstoupil do Slovanské lípy. O dva roky později, po smrti otce, převzal rodinný podnik na výrobu mlýnských kamenů.
Od 60. let se účastnil veřejného života. Roku 1865 se stal členem sboru pro výstavbu Národního divadla. Jako předseda ubytovacího výboru zajistil nocleh pro čtyři tisíce venkovských hostů, kteří přijeli na slavnost položení základního kamene (16. května 1868). Neplánovaně rovněž daroval samotný základní kámen. Předpokládalo se totiž, že kvádr, na který během ceremoniálu poklepají významné osobnosti a do něhož bude vložena pamětní listina, bude přivezen z Řípu. Po jeho přivezení se ale ukázalo, že je příliš tvrdý a nevhodného tvaru. Gabriel Žižka proto narychlo ve své dílně vytesal podle návrhu architekta Zítka nový kámen požadovaných vlastností a dodal jej na staveniště. Díky Žižkovi tak mohla slavnost proběhnout podle původního programu. Kvádr pocházel z jeho lomu Kaménka v Louňovicích u Říčan. Na rozdíl od dalších dvaceti číslovaných kamenů nebyl spojen se žádným významným místem českých dějin a během stavby byl kompletně zazděn; znovu odhalen byl až v roce 1963.
Podporoval politické vězně, zejména ve svatováclavské a novoměstské trestnici. Organizací peněžních sbírek jim zajišťoval lepší stravu a drobné výhody. Mezi vězněnými byl i jeho přítel, redaktor Josef Barák.
Roku 1862 se stal jedním z prvních členů Sokola. Přátelil se s Jindřichem Fügnerem, pořádal zábavy, podílel se i na pořádání maškarního bálu (prvních šibřinek). V roce 1863 byl zvolen do správního výboru. Několik dní po Fügnerově smrti r. 1865 musel řešit naléhavý problém — jeden z věřitelů se u soudu domáhal směnečného dluhu ve výši 2000 zlatých, přičemž v případě nezaplacení hrozila ztráta tělocvičny. Společně s Tomášem Černým a kameníkem Josefem Šímou poskytli na vlastní riziko 1500 zlatých (na zbývajících 500 získal další člen půjčku), čímž se podařilo tělocvičnu pro spolek zachránit. V roce 1870 se oženil s Františkou Grögerovou. 7. prosince 1887, po smrti Karla Linhy, byl 308 hlasy z 594 zvolen starostou Sokola pražského.
Od roku 1867 zasedal v pražském zastupitelstvu a v letech 1869-74 a 1882-88 i v městské radě. Věnověl se hlavně hospodářským otázkám. Prosadil mimo jiné, že pražská obec zakoupila Střelecký ostrov. Zastával čestný úřad inspektora městského hasičského sboru.
Účastnil se rovněž činnosti dalších spolků, např. Měšťanské besedy, Umělecké besedy (jako pokladník) a Řemeslnické besedy (jako spoluzakladatel).
Zemřel 29. ledna 1889 ráno na onemocnění průdušek. Na smutečním shromáždění v sokolské tělocvičně ocenil jednatel Sokola (a pozdější pražský starosta) Jan Podlipný velké vlastenecké zásluhy zemřelého. Poté se pohřební průvod odebral přes Žitnou, Štěpánskou a Václavské náměstí na Olšanské hřbitovy; účastnilo se asi osmdesát tisíc lidí.